# (11337) Sandro
(11337) Sandro (1996 PG1) – planetoida z pasa głównego asteroid okrążająca Słońce w ciągu 3,45 lat w średniej odległości 2,28 j.a. Odkryta 10 sierpnia 1996 roku.